# Province de Lima
Pour les articles homonymes, voir Lima (homonymie).
La province de Lima (en espagnol : Provincia de Lima), appelée aussi Lima Métropolitaine, est l'une des 24 régions du Pérou et comprend par ailleurs la capitale du pays, Lima. Elle est régie par le programme de gouvernement régional de Lima Métropolitain (PGRLM), suivant le décret no 254 du 24 avril 2003.
La province de Lima compose avec la province constitutionnelle du Callao, l'agglomération de Lima :
- la province de Lima, elle-même divisée en 43 districts, dont celui du Lima (géré directement par la municipalité de la province de Lima, la MML - Municipalité Métropolitaine de Lima[1]
- la province constitutionnelle du Callao, quant à elle divisée en six districts, dont celui du Callao.

La province de Lima au sein du Pérou.

Ces deux provinces sont autonomes : elles ne dépendent pas du gouvernement régional du département de Lima, dont elles constituent pourtant des enclaves.

## Districts de la province de Lima
Voici la liste des districts de la province de Lima :
- Ancón[2]
- Ate Vitarte[3]
- Barranco[4]
- Breña[5]
- Carabayllo[6]
- Cieneguilla[7]
- Comas
- Chaclacayo[8]
- Chorrillos[9]
- El Agustino[10]
- Independencia
- Jesus Maria[11]
- La Molina
- La Victoria
- Lima
- Lince
- Los Olivos
- Lurigancho
- Lurín
- Magdalena del Mar
- Miraflores
- Pachacamac
- Pucusana
- Pueblo Libre
- Puente Piedra
- Punta Hermosa
- Punta Negra
- Rímac
- San Bartolo
- San Borja
- San Isidro
- San Juan de Lurigancho
- San Juan de Miraflores
- San Luis
- San Martin de Porres
- San Miguel
- Santa Anita
- Santa Maria del Mar
- Santa Rosa
- Santiago de Surco
- Surquillo
- Villa El Salvador
- Villa Maria del Triunfo